# Banksia coccinea
Banksia coccinea é uma espécie de arbusto da família Proteaceae endêmica da Austrália. Foi descrita cientificamente pelo botânico Robert Brown.